# Amtsgericht Aerzen
Das Amtsgericht Aerzen war ein von 1852 bis 1859 bestehendes Gericht der ordentlichen Gerichtsbarkeit mit Sitz in Aerzen.

## Geschichte
Nach der Revolution von 1848 wurde im Königreich Hannover die Rechtspflege von der Verwaltung getrennt und die Patrimonialgerichtsbarkeit abgeschafft. Im Zuge dessen kam es am 1. Oktober 1852 zur Errichtung des Amtsgerichts Aerzen, dessen Sprengel sich aus den zum Amt Hameln gehörenden Ortschaften Aerzen, Amelgatzen, Dehmke, Dehrenberg, Deitlevsen, Gellersen, Grießem, Groß Berkel, Grupenhagen, Hämelschenburg, Königsförde, Laatzen, Multhöpen, Reher, Reinerbeckerhorst, Schwöbber, Selxen und Welsede zusammensetzte. Übergeordnete Instanz war das Obergericht Hameln.
Am 16. Mai 1859 wurde das Amtsgericht Aerzen aufgehoben und sein gesamter Bezirk dem Amtsgericht Hameln zugewiesen.